# Пидопличко, Иван Григорьевич
Иван Григорьевич Пидо́пличко (20 июля [2 августа] 1905, Казацкое, Киевская губерния — 20 июня 1975, Киев) — советский учёный-палеонтолог, археолог и зоолог; автор теории отрицавшей оледенения в четвертичном периоде (Маринизм (антигляциализм)).

## Биография
Родился в селе Казацком (Киевская губерния), в семье столяра Григория Аврамовича и домохозяйки Феодосии Порфирьевны, впоследствии работавшей в колхозе.
После окончания в 1924 году Высших педагогических курсов в городе Корсунь-Шевченковском Пидопличко некоторое время работал там учителем, затем получил место преподавателя в Губернском земельном управлении города Киева. Научная деятельность Пидопличко началась с изучения вредителей сельского хозяйства; его первая публикация была посвящена жукам — вредителям картофеля.
В 1925—1931 годах продолжает работать в этом направлении, а также поступает в Ленинградский институт прикладной зоологии и фитопатологии, после окончания которого в 1927 году, ему присваивают звание специалиста высшей квалификации по защите растений. Именно на это время приходится разработка Пидопличко и широкое внедрение в научное применение нового способа изучения мелких млекопитающих по их костным остаткам в погадках сов и других хищных птиц. Этот способ и по сей день применяют орнитологи и специалисты по грызунам; он используется также в прикладной сельскохозяйственной науке.
Изучал систематику и распространение грызунов Украины, постепенно перешёл к исследованию всех видов млекопитающих данной местности, заинтересовавшись её историей и развитием в минувшие геологические эпохи. В связи с необходимостью углубить свои знания по этим вопросам.
В 1931—1935 годы закончил две аспирантуры: при Украинском научно-исследовательском институте геологии ВУАН (специальность — «Палеонтология и стратиграфия») и Институте зоологии и биологии ВУАН (специальность — «Палеонтология»).
В 1935 году защитил кандидатскую диссертацию по теме «Происхождение современной фауны млекопитающих УССР» и возглавил созданную им группу по изучению древних животных в Институте зоологии и биологии ВУАН, позднее преобразованную в отдел, которым он руководил до 1973 года. Одновременно с этим он работал в Институте археологии и Киевском университете.
С 1944 года Иван Григорьевич член ВКП(б).
Во время Великой Отечественной войны добровольцем ушёл на фронт. В рядах Красной армии, участвуя в боевых действиях на фронте, прошел путь от красноармейца до штабного офицера-майора.
С второй половины 1940-х годов возглавлял Отдел палеозоологии в Институте зоологии АН УССР, работал в Институте археологии АН УССР, преподавал в Киевском университете.
В 1950 году защитил докторскую диссертацию «Основные черты четвертичной фауны Европейской части СССР». В 1952—1959 годах занимал должность профессора кафедры исторической геологии Киевского государственного университета.
С 1958 по 1967 год работал заместителем главного редактора Украинской Советской Энциклопедии.
С 1961 года — член-корреспондент, а с 1967 года — академик АН УССР.
С 1965 года — Председатель Музейного совета при Президиуме АН УССР.
В 1965 году ему было присвоено почётное звание Заслуженного деятеля науки УССР.
С 1973 года был заведующим Палеонтологическим отделением и директором Центрального научно-природоведческого музея АН УССР.
Похоронен на Байковом кладбище.

## Научная деятельность
Иван Григорьевич Пидопличко автор более тысячи печатных работ, в том числе многих книг и брошюр, посвященных изучению современной и ископаемой фауны, палеогеографии антропогена и происхождения человека, хозяйства и быта древних людей, палеолитических и других археологических памятников.
Был одним из организаторов, автором и председателем редколлегии 40-томного издания «Фауна України», инициатором создания и ответственным редактором журнала «Вестник зоологии» (1967), сборников «Викопні фауни України і суміжних територій», (Вып. 1 — К., 1962) и «Природная обстановка и фауны прошлого» (Вып. 1—8, К., 1963—1974).
Разработал коллагеновый метод определения относительного геологического возраста ископаемых костей четвертичного возраста, получивший широкое применение в геологии, палеонтологии и археологии.
По его инициативе и под непосредственным руководством в Киеве создан Центральный научно-природоведческий музей АН УССР, состоящий из Археологического, Геологического, Палеонтологического, Зоологического и Ботанического музеев.
Им подготовлены более 30 кандидатов и докторов наук.

### Основные работы
- О ледниковом периоде. Выпуск 1. Возникновение и развитие учения о ледниковом периоде. — Киев: Казанский государственный технологический университет, 1946.
- Новый метод определения геологического возраста ископаемых костей четвертичной системы. — Киев: Издательство Академии Архитектуры Украинской ССР, 1952
- О ледниковом периоде. Выпуск 3. История четвертичной фауны Европейской части СССР. — Киев: Издательство Академии Архитектуры Украинской ССР, 1954[4]
- Позднепалеолитические жилища из костей мамонта на Украине. Киев: Наукова думка, 1969. — 177 с.: ил.
- Межиричские жилища из костей мамонта / И. Г. Пидопличко; АН УССР, Институт зоологии. — Киев: Наукова думка, 1976. — 239 с.: ил.